# Continental A40
Der Continental A40 ist ein luftgekühlter Vierzylinderboxermotor des US-amerikanischen Herstellers Continental Motors, der speziell für den Einsatz in Leichtflugzeugen entwickelt wurde. Er wurde in den Jahren 1931 bis 1941 gebaut.

## Konstruktion und Entwicklung
Der A40 wurde mitten in der Weltwirtschaftskrise entwickelt. Zu dieser Zeit existierten bereits eine Zahl von kleinen Motoren, die aber alle komplex, teuer oder wenig zuverlässig waren. Der A40 behob alle diese Nachteile und war essentiell für den Bau von Kleinflugzeugen in dieser wirtschaftlich schwierigen Zeit. Nachdem die ersten Modelle eine Nennleistung von 37 hp (28 kW) aufwiesen, wurde die Leistung später auf 40 hp (30 kW) erhöht. Auf den A40 bauten später Motoren wie der A50 auf.
Der A40 verfügte bis zur Version 4 über eine Einzelzündung. Mit der Version A40-5 wurde eine Doppelzündung eingeführt. Alle Motoren der Reihe haben eine Verdichtung von 5,2 und verbrennen Benzin mit einer Oktanzahl von mindestens 73 MOZ. Die Zertifizierung der Baureihe lief am 1. November 1941 ab. Nach diesem Datum konnten keine zertifizierten Einheiten mehr gebaut werden.

## Varianten
A40
Einzelzündung, 37 hp (28 kW) bei 2550/min, Masse 144 lb (65 kg)
A40-2
Einzelzündung, 37 hp (28 kW) bei 2550/min, Masse 144 lb (65 kg)
A-40-3
Einzelzündung, 37 hp (28 kW) bei 2550/min, Masse 144 lb (65 kg), verfügt über Pleuellager aus einer Cadmium-Nickel-Legierung
A40-4
Einzelzündung, 40 hp (30 kW) bei 2575/min, Masse 144 lb (65 kg), stahlverstärkte Pleuel
A40-5
Doppelzündung, 40 hp (30 kW) bei 2575/min, Masse 156 lb (71 kg)

## Anwendung

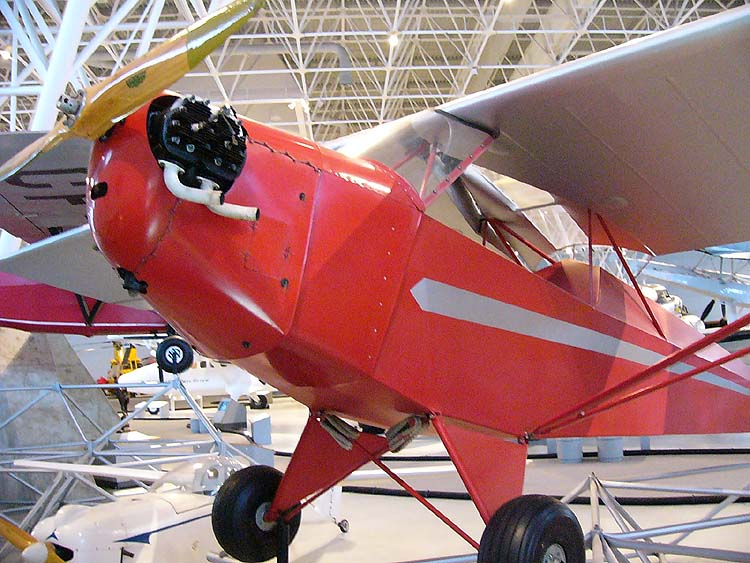
Taylor E-2 Cub mit einem A-40

- Arup S-2
- Taylorcraft Model A
- Taylor E-2 Cub
- Piper J-2 Cub
- Piper J-3 Cub